# Kaspar Flütsch
Kaspar Flütsch (ur. 20 czerwca 1986 w Luzein) – szwajcarski snowboardzista, specjalizuje się w gigancie i gigancie równoległym. W 2014 roku wystartował na igrzyskach olimpijskich w Soczi, zajmując dziesiąte miejsce w slalomie i jedenaste w gigancie. Był też między innymi czwarty w gigancie równoległym podczas mistrzostw świata w La Molinie w 2011 roku. Najlepsze wyniki w Pucharze Świata w snowboardzie osiągnął w sezonie 2016/2017, kiedy to zajął 13. miejsce w klasyfikacji generalnej PAR, a w klasyfikacji PSL był siódmy.

## Osiągnięcia

### Igrzyska olimpijskie
| Miejsce | Dzień     | Rok  | Miejscowość | Konkurencja       | Zwycięzca |
| ------- | --------- | ---- | ----------- | ----------------- | --------- |
| 11.     | 19 lutego | 2014 | Soczi       | Gigant Równoległy | Vic Wild  |
| 10.     | 22 lutego | 2014 | Soczi       | Slalom równoległy | Vic Wild  |

### Mistrzostwa świata
| Miejsce | Dzień       | Rok  | Miejscowość   | Konkurencja       | Zwycięzca          |
| ------- | ----------- | ---- | ------------- | ----------------- | ------------------ |
| 17.     | 21 stycznia | 2009 | Gangwon       | Slalom równoległy | Benjamin Karl      |
| 4.      | 19 stycznia | 2011 | La Molina     | Gigant równoległy | Benjamin Karl      |
| 8.      | 22 stycznia | 2011 | La Molina     | Slalom równoległy | Benjamin Karl      |
| 7.      | 25 stycznia | 2013 | Stoneham      | Gigant równoległy | Benjamin Karl      |
| 7.      | 27 stycznia | 2013 | Stoneham      | Slalom równoległy | Rok Marguč         |
| 9.      | 22 stycznia | 2015 | Kreischberg   | Slalom równoległy | Roland Fischnaller |
| 31.     | 23 stycznia | 2015 | Kreischberg   | Gigant równoległy | Andriej Sobolew    |
| 10.     | 15 marca    | 2017 | Sierra Nevada | Slalom równoległy | Andreas Prommegger |
| DSQ     | 16 marca    | 2017 | Sierra Nevada | Gigant równoległy | Andreas Prommegger |

### Puchar Świata

#### Miejsca w klasyfikacji generalnej
- sezon 2007/2008: 276.
- sezon 2008/2009: 77.
- sezon 2009/2010: 45.
- sezon 2010/2011: 14
- sezon 2011/2012: 15.
- sezon 2012/2013: 16.
- sezon 2013/2014: 17.
- sezon 2014/2015: 16.
- sezon 2015/2016: 17.
- sezon 2016/2017: 13.

#### Miejsca na podium
1. Telluride – 16 grudnia 2010 (gigant równoległy) - 2. miejsce
2. Bad Gastein – 10 stycznia 2017 (slalom równoległy) - 2. miejsce